# Schulzzug – The Game
Schulzzug – The Game ist ein Computerspiel, das Anfang bis Mitte 2017 eine gewisse Verbreitung und Popularität in Deutschland besaß. 

## Konzept
Das Spiel entstand beim ersten so genannten „SPD-Hackathon“. Ein sechsköpfiges Team soll es innerhalb von nur 18 Stunden entwickelt haben. Die Idee knüpfte an die anfängliche Popularität des ehemaligen Kanzlerkandidaten Martin Schulz an. Strategen der SPD hatten nach seiner Nominierung auf den Vergleich in der Öffentlichkeit lanciert, dass Martin Schulz wie ein Zug, den niemand aufhalten kann, ins Kanzleramt steuert – eine Metapher dafür, dass Schulz bzw. die SPD „ganz sicher“ die Bundestagswahl 2017 gewinnen werde.

## Rezeption
Das Spiel war in seiner ursprünglichen Version umstritten. Das Spiel galt auch als relativ infantil; der Spieler steuerte darin den namensgebenden „Schulzzug“ mit dem Kanzlerkandidaten Martin Schulz als Lokführer und soll ihn ins Kanzleramt lenken. Er muss Hindernissen ausweichen und Münzen sammeln. Allerdings versperrten nicht nur Schranken dem Lokführer Schulz den Weg, auch Personen, die die Politiker Donald Trump, Frauke Petry und Wladimir Putin darstellten, stehen in der Urversion auf den Gleisen und mussten vom Spieler bewusst überfahren werden.
Nach öffentlicher Kritik daran wurde das Spiel in der Onlineversion dann entschärft und das Überfahren der Personen aus dem Spielverlauf entfernt.
Spätestens nach Abflauen des kurzfristigen s.g. „Schulz-Hypes“, d. h. mit Einbrechen der Umfrage- und Beliebtheitswerte, wie auch der späteren recht deutlichen Wahlschlappe, wurde das Spiel mehr und mehr zur Last für die SPD und Anlass für Spott des politischen Gegners.